# 황금을 안고 튀어라
황금을 안고 튀어라(일본어: 黄金を抱いて翔べ→황금을 안고 날아라)는 1990년 12월에 신초샤에서 간행된 다카무라 가오루의 서스펜스 소설로, 다카무라 가오루의 데뷔작이다. 1991년 드라마화되었으며, 2012년 영화화되었다.